# Ministerstwo Kolei
Ministerstwo Kolei – nazwa resortu transportu kolejowego w latach 1924–1926 oraz 1951–1957.
Po raz pierwszy powstało w 1924 po zmianie nazwy dotychczasowego Ministerstwa Kolei Żelaznych (1919-1924), praktycznie kontynuując jego działalność.
Ponownie ministerstwo kolei powstało po II wojnie światowej, 14 marca 1951 z podziału Ministerstwa Komunikacji; drugim ministerstwem było Ministerstwo Transportu Drogowego i Lotniczego.
Ministerstwa te zostały ponownie połączone 4 kwietnia 1957.
Ministrem Kolei w okresie powojennym był Ryszard Strzelecki.